# أرشيبالد جاك
أرشيبالد جاك (بالإنجليزية: Archibald Jack)‏ هو مهندس نيوزيلندي، ولد في 1874 في هوكيتيكا ‏ في نيوزيلندا، وتوفي في 1939.